# Omar McLeod
Omar Mcleod (Kingston, 25 april 1994) is een Jamaicaanse atleet, die zich heeft toegelegd op het hordelopen. Hij is de enige atleet ooit die de 100 m onder de tien seconden heeft gelopen en de 110 m horden onder de dertien. Hij nam eenmaal deel aan de Olympische Spelen en won bij die gelegenheid een gouden medaille.

## Carrière

### Amateurcarrière
Omar McLeod was een veelbelovend atleet op de middelbare school, waar hij de 110 en 400 m horden liep. Hij nam deel aan de wereldkampioenschappen voor junioren U18 in 2011, waar hij vierde werd op de 110 m horden en achtste op de 400 m horden. Vervolgens won hij de 400 m horden op de Carifta Games in drie opeenvolgende jaren: 2011, 2012 en 2013. In 2013 zette hij nationale junioren records neer op de 110 m horden (13,24 s) en 400 m horden (49,98).
Voordat McLeod vanwege zijn studie naar de Verenigde Staten trok, had hij geen ervaring opgedaan met de indooratletiek. Eenmaal in Amerika paste hij zich echter snel aan. Als eerstejaars student werd hij in 2014 in Albuquerque gelijk NCAA-indoorkampioen op de 60 m horden in 7,75, zijn persoonlijk beste prestatie. Tijdens het buitenseizoen werd hij tweemaal tweede op de 110 m horden tijdens enkele regionale studentenkampioenschappen, alvorens een hamstring-blessure tijdens de NCAA-kampioenschappen hem verhinderde om in de finale van de 110 meter horden uit te komen. De rest van het seizoen ging door deze blessure verloren.

### Begin professionele carrière
In 2015 was McLeod echter weer topfit, wat hij aantoonde door op de NCAA-indoorkampioenschappen zijn titel op de 60 m te prolongeren. Zijn winnende tijd was ditmaal 7,45, wat hem een Jamaicaans indoorrecord en een gedeelde eerste plaats op de wereldjaarranglijst opleverde. Na aan het begin van het buitenseizoen al enkele goede 110 m hordentijden te hebben neergezet, kwam McLeod als favoriet naar de NCAA-kampioenschappen in Eugene. Die rol maakte hij waar, want kwam hij in zijn serie al tot 13,08, in de finale snelde hij naar de overwinning in 13,01, al werden beide tijden beïnvloed door te veel rugwind. Sinds Renaldo Nehemiah in 1979 was niemand sneller geweest, onder welke weersomstandigheden dan ook. Bovendien maakte hij ook nog eens deel uit van de twee estafetteteams van de Arkansas Razorbacks op de 4 x 100 m en 4 x 400 m. Op de 4 x 100 m won het team in 38,47, op de 4 x 400 m estafette werden de Arkansas Razorbacks zesde.
Aan het eind van dat studiejaar werd Omar McLeod professioneel atleet, toen hij een contract tekende met Nike. Daarmee verspeelde hij zijn recht om nog langer voor de Arkansas Razorbacks te kunnen uitkomen op NCAA-kampioenschappen, maar hij bleef wel in Arkansas om zijn handelsstudie af te ronden. Verder werd hij dat jaar Jamaicaans kampioen op de 110 m horden, waarbij hij de Jamaicaanse recordhouder Hansle Parchment versloeg. Tijdens die race doorbrak hij voor het eerst de dertien-seconden grens, door 12,97 te lopen. Hij nam deel aan de wereldkampioenschappen van 2015, maar was in de finale slordig en werd zesde in 13,18.

### Wereldtitels en olympische titel
McLeod werd in begin 2016 wereldindoorkampioen op de 60 m horden in Portland. Hij deed dit in 7,41, de snelste tijd in de hele wereld gelopen dat jaar. Het oudoorseizoen begon hij ook goed, hij liep de 100 m onder de tien seconden, in 9,99. Hiermee werd hij de eerste atleet die de dertien- en tien-seconden barrière verbrak.
De Olympische Spelen van Rio de Janeiro waren McLeods eerste Spelen. Hij kwam er als favoriet voor het goud naar toe en kon die rol waarmaken; hij pakte overtuigend het goud in 13,05, ruim een tiende voor de concurrentie. Het was wel de langzaamste winnende tijd sinds de Olympische Spelen van 1992 in Barcelona.
In 2017 bevestigde McLeod zijn het jaar ervoor verworven status van olympisch kampioen door ook bij de WK in Londen goud te veroveren op het onderdeel 110 m horden. Met een tijd van 13,04 versloeg hij Sergej Sjoebenkov (zilver; 13,14) en Balázs Baji (brons; 13,28). Op de 4 x 100 m estafette maakte hij onderdeel uit van de Jamaicaanse estafetteploeg, maar door een hamstringblessure van slotloper Usain Bolt finishte het viertal niet.

## Titels
- Olympisch kampioen 110 m horden - 2016
- Wereldkampioen 110 m horden - 2017
- Wereldindoorkampioen 60 m horden - 2016
- Carifta Games kampioen 110 m horden - 2011, 2012, 2013
- Jamaicaans kampioen 110 m horden - 2015, 2016
- NCAA-kampioen 110 m horden - 2015
- NCAA-kampioen 4 x 100 m - 2015
- NCAA-indoorkampioen 60 m horden - 2014, 2015

## Persoonlijke records
Outdoor
| Onderdeel    | prestatie               | Datum         | Plaats       |
| ------------ | ----------------------- | ------------- | ------------ |
| 100 m        | 9,99 s (+2,0 m/s)       | 23 april 2016 | Fayetteville |
| 200 m        | 20,49 s (+2,0 m/s)      | 29 maart 2018 | Gainesville  |
| 110 m horden | 12,90 s (+0,7 m/s) (NR) | 27 juni 2015  | Kingston     |
| 400 m horden | 49,98 s                 | 15 maart 2013 | Kingston     |

Indoor
| Onderdeel   | prestatie    | Datum           | Plaats       |
| ----------- | ------------ | --------------- | ------------ |
| 60 m        | 6,61 s       | 17 januari 2017 | Fayetteville |
| 200 m       | 20,48 s (NR) | 17 januari 2017 | Fayetteville |
| 400 m       | 47,41 s      | 9 januari 2015  | Fayetteville |
| 60 m horden | 7,41 s (NR)  | 20 maart 2016   | Portland     |

## Palmares

### 60 m horden
- 2014:  NCAA-indoorkamp. - 7,58 s (in series: 7,57 s)
- 2015:  SEC-indoorkamp. - 7,49 s
- 2015:  NCAA-indoorkamp. - 7,45 s
- 2016:  WK indoor - 7,41 s (NR)

### 110 m horden
- 2011:  Carifta Games - 14,10 s
- 2011: 4e WK U18 - 13,61 s
- 2012:  Centraal-Amerikaanse en Caribische kamp. - 3.08,94
- 2013:  Carifta Games - 13,57 s
- 2015:  NCAA - 13,01 s (te veel wind)
- 2015: 6e WK - 13,18 s
- 2016:  OS - 13,05 s
- 2017:  WK - 13,04 s

### 400 m horden
- 2011:  Carifta Games - 52,42 s
- 2011: 8e WK U18 - 52,82 s
- 2012:  Carifta Games - 52,35 s
- 2013:  Carifta Games - 51,46 s

### 4 x 100 m
- 2017: DNF WK

### 4 x 400 m
- 2011:  Carifta Games - 3.09,41
- 2012:  Carifta Games - 3.12,48
- 2012: 5e WK U20 - 3.07,31 (alleen kwal. gelopen: 3.08,83)
- 2013:  Carifta Games - 3.05,68 (CR)

1896: Tom Curtis ·
1900: Alvin Kraenzlein ·
1904: Frederick Schule ·
1908: Forrest Smithson ·
1912: Fred Kelly ·
1920: Earl Thomson ·
1924: Daniel Kinsey ·
1928: Sydney Atkinson ·
1932: George Saling ·
1936: Forrest Towns ·
1948: William Porter ·
1952: Harrison Dillard ·
1956: Lee Calhoun ·
1960: Lee Calhoun ·
1964: Hayes Jones ·
1968: Willie Davenport ·
1972: Rod Milburn ·
1976: Guy Drut ·
1980: Thomas Munkelt ·
1984: Roger Kingdom ·
1988: Roger Kingdom ·
1992: Mark McKoy ·
1996: Allen Johnson ·
2000: Anier García ·
2004: Liu Xiang ·
2008: Dayron Robles ·
2012: Aries Merritt ·
2016: Omar McLeod ·
2020: Hansle Parchment ·
2024: Grant Holloway
1983 Greg Foster ·
1987 Greg Foster ·
1991 Greg Foster ·
1993 Colin Jackson ·
1995 Allen Johnson ·
1997 Allen Johnson ·
1999 Colin Jackson ·
2001 Allen Johnson ·
2003 Allen Johnson ·
2005 Ladji Doucouré ·
2007 Liu Xiang ·
2009 Ryan Brathwaite ·
2011 Jason Richardson ·
2013 David Oliver ·
2015 Sergej Sjoebenkov ·
2017 Omar McLeod ·
2019 Grant Holloway ·
2022 Grant Holloway ·
2023 Grant Holloway